# سیارک ۱۴۸۳۲
سیارک ۱۴۸۳۲ (به انگلیسی: 14832 Alechinsky، نامگذاری:1987QC3) چهارده هزار و هشتصد و سی و دومین سیارک کشف شده‌است که در ۲۷ اوت ۱۹۸۷ کشف شد.
قدر مطلق سیارک برابر ۱۴٫۲۰ است.